# Enteroctopus megalocyathus
Enteroctopus megalocyathus (лат.) — вид осьминогов из семейства Enteroctopodidae. Типовой вид для рода Enteroctopus.

## Внешний вид и строение
Enteroctopus megalocyathus — относительно крупный осьминог, хотя и не такой крупный, как некоторые другие представители рода, со средней массой около 4 кг, длиной мантии 22,5 см и общей длиной более 1 м. Как и другие осьминоги рода Enteroctopus, он имеет продольные складки и бороздки на теле и большие лопатковидные выросты на теле.

## Значение для человека
Enteroctopus megalocyathus один из двух коммерчески значимых осьминогов в чилийских водах, наряду с Octopus mimus. Годовой улов этих двух видов осьминогов колеблется от 2000 до 5000 тонн.

## Естественные враги
Как и большинство осьминогов, Enteroctopus megalocyathus — желанная добыча для многих хищников, которые крупнее его. Было показано, что он является основным кормом скатов Dipturus chilensis, катрана (Squalus acanthias) и южного морского льва (Otaria flavescens).

## Распространение
Этот осьминог встречается на юго-восточном побережье Южной Америки, вдоль побережья Аргентины и Чили, до архипелага Чилоэ и Фолклендских островов.